# Pays de mes amours
Pour plus de détails, voir Fiche technique et Distribution.
Pays de mes amours (Heimatland) est un film autrichien réalisé par Franz Antel sorti en 1955.
Ce Heimatfilm est l'adaptation de la nouvelle Krambambuli (de) de Marie von Ebner-Eschenbach.

## Synopsis
Hans Bachinger sauve un chiot de la mort. Il l'accompagne à travers les villages et le baptise peu après un verre de krambambuli (de) du nom de l'eau-de-vie. L'aubergiste, à qui il a laissé le chiot, lui rend le lendemain, car Krambambuli a causé des dégâts dans sa maison pendant la nuit. Hans et Krambambuli restent ensemble et sont une équipe complice un an plus tard : Hans a obtenu un emploi dans le parc d'attractions de Mme Korbinian, où il regarde et répare l'équipement électrique. Hans a une liaison avec Lisa, la nièce de Mme Korbinian. Elle le renvoie et il revient avec Krambambuli dans son village natal de Grabeneck.
Les villageois ne sont pas ravis de le revoir, après la querelle il y a deux ans. Son père est assis à l'auberge tous les jours, boit et écrit, la scierie familiale est brisée. Comme Bachinger est en conflit avec le forestier Thomas Heimberg et n'a plus de permis de chasse, il braconne, ce qui le rend peu sympathique. Mais depuis le départ de Hans, une chose a beaucoup changé : le vieux Sonnleitner est mort et sa taverne est maintenant dirigée par les filles Helga et Inge. Helga, qui a étudié, enseigne également aux enfants des airs folkloriques. Inge est particulièrement apprécié par le président de l'association folklorique local Schnabl et le pharmacien, tandis que Thomas Heimberg aime la jeune Helga.
Hans se rend vite compte qu'il n'est pas le bienvenu dans le village et décide de partir le même jour. Il sauve d'un accident la vie de Helga, qui est impuissante d'arrêter seule la voiture tirée par un cheval au galop, et ne le reconnaît qu'après avoir secrètement embrassé l'homme à demi évanoui. Helga et Hans se rencontrent le week-end pour danser et deviennent une conversation de village. Thomas apprend aussi à ce sujet et quand les deux hommes se rencontrent au restaurant, il y a une dispute. Dans sa colère, Hans va braconner le lendemain et tire en dehors de la saison un chevreuil qu'il cache avec son père. En même temps, il veut s'améliorer et commencer une nouvelle vie avec Helga. Il fait fonctionner l'ancienne scierie. Lorsque Lisa et Mme Korbinian arrivent dans le village avec leur parc d'attraction à Grabeneck, Lisa prétend être la fiancée de Hans et lui laisse une lettre. Hans rompt alors avec elle.
Hans et Helga dansent ensemble à la fête folklorique. Thomas, qui soupçonne maintenant que Hans était le braconnier, le met au défi de rivaliser. Il va dans la cabane de Bachinger chercher le chevreuil morte. Hans gagne la compétition. Lorsque le bûcheron Loisl expose publiquement Hans comme un braconnier et menace Krambambuli, Hans le frappe. Loisl tombe et meurt ; Hans est condamné à trois ans de prison.
Thomas prend Krambambuli avec lui et épouse bientôt Helga. Krambambuli s'habitue à son nouveau maître. Hans réussit après un certain temps à s'échapper de prison. Il va à Grabeneck lors de sa fuite vers l'Italie. Dans les montagnes, Krambambuli renifle sa piste et amène Thomas à Hans. Thomas tire sur Hans en légitime défense et le tue. Helga trouve après quelque temps le chien maintenant complètement épuisé et le ramène à la cabane du forestier, où le chien accepte finalement de Thomas comme maître.

## Fiche technique
- Titre français : Pays de mes amours[1]
- Titre original : Heimatland
- Réalisation : Franz Antel assisté d'Arnfried Heyne
- Scénario : Josef Friedrich Perkonig, Hans Holt, Kurt Nachmann
- Musique : Willy Schmidt-Gentner
- Direction artistique : Sepp Rothauer
- Costumes : Edith Almoslino
- Photographie : Hans Heinz Theyer
- Son : Herbert Janeczka
- Montage : Arnfried Heyne
- Production : Herbert Gruber, Ernest Müller (de)
- Sociétés de production : Sascha-Film, Lux-Film Wien
- Société de distribution : Sascha Film
- Pays d'origine :  Autriche
- Langue : allemand
- Format : Couleur - 1,33:1 - Mono - 35 mm
- Genre : Drame
- Durée : 95 minutes
- Dates de sortie :
  -  Autriche : 24 août 1955.
  -  Allemagne : 26 août 1955.
  -  Allemagne de l'Est : 6 octobre 1955.
  -  France : 22 mars 1957[1].

## Distribution
- Rudolf Prack : Thomas Heimberg
- Adrian Hoven : Hans Bachinger
- Marianne Hold : Helga Sonnleitner
- Hannelore Bollmann : Inge Sonnleitner
- Oskar Sima : Le père Bachinger
- Annie Rosar : Mme Korbinian
- Ernst Waldbrunn : Le pharmacien
- Christiane Maybach : Lisa
- Franz Muxeneder : Schnabl
- Franz Fernbach : L'inspecteur de gendarmerie
- Vera Comployer : Mme Kreszenz
- Peter Sparovitz : Sepp
- Raoul Retzer : Loisl, un bûcheron
- Marianne Gerzner : Vroni
- Theodor Grieg (de) : Le commissaire de police

## Source de la traduction
- (de) Cet article est partiellement ou en totalité issu de l’article de Wikipédia en allemand intitulé « Heimatland (1955) » (voir la liste des auteurs).

### Autres adaptations
- Krambambuli (de), film allemand réalisé par Karl Köstlin sorti en 1940.
- Ruf der Wälder, film autrichien réalisé par Franz Antel sorti en 1965.
- Sie nannten ihn Krambambuli, film germano-autrichien réalisé par Franz Antel sorti en 1972.
- Krambambuli (de), téléfilm austro-allemand réalisé par Xaver Schwarzenberger diffusé en 1998.